# جيرالد بالز
جيرالد بالز هو ملحن كندي، ولد في 12 مايو 1919 في تورونتو في كندا، وتوفي في 4 يوليو 2002 في لندن في كندا.